# (16068) Citron
(16068) Citron est un astéroïde de la ceinture principale.

## Description
(16068) Citron est un astéroïde de la ceinture principale. Il fut découvert le 7 septembre 1999 à Socorro (Nouveau-Mexique) par le projet LINEAR. Il présente une orbite caractérisée par un demi-grand axe de 2,37 UA, une excentricité de 0,17 et une inclinaison de 5,8° par rapport à l'écliptique.

## Compléments